# Przemysław Wierzchowski
Przemysław Wierzchowski (ur. 21 kwietnia 1958 w Toruniu) – polski artysta fotografik. Członek rzeczywisty Związku Polskich Artystów Fotografików od 2001 roku (nr legitymacji 811) oraz Stowarzyszenia Dziennikarzy Polskich. Z wykształcenia pedagog, prowadził zajęcia m.in. w Pałacu Młodzieży w Warszawie, Akademii Nikona i szkole fotografii TAIDA. Fotoreporter m.in. Gazety Wyborczej.

## Wystawy indywidualne
- Impresje Powązkowskie – BTF, Bydgoszcz (1984)
- Próba istnienia – BWA, Stalowa Wola (1985)
- Życie ech życie – Galeria Scena 210, Legionowo (1993)
- Impresje Bieszczadzkie – Galeria TPSP, Warszawa (1995)
- Karpaty – Niedokończona Wędrówka – Galeria Scena 210, Legionowo (1997)
- Impresje sportowe – Galeria Abakus, Warszawa (2009)
- 15 Stacja – Galeria Stacja Muranów, Warszawa (2023)[2]
- Jest jak jest... – Galeria Klatka, Lwówecki Ośrodek Kultury, Lwówek Śląski (2024)[3]

## Wystawy zbiorowe
- Wystawa Polskiej Fotografii Prasowej – Galeria Abakus, Warszawa (1997)
- Salon Fotografii Satyrycznej – BWA, Tarnów; Lipsk (1997)
- Wystawa Przywitań – Pałac Kazimierzowski, Warszawa (1998)
- Zakazane Zdjęcia – Galeria Zachęta, Warszawa (1998)
- Wystawa Polskiej Fotografii Prasowej – Galeria ZPAF, Warszawa (1999)
- Ateny 2004 – Centrum Olimpijskie PKOl, Warszawa (2004)
- Dokąd Zmierzamy – Galeria ZPAF, Warszawa (2005)

## Ważniejsze nagrody i wyróżnienia
- Polska Fotografia Prasowa – Nagroda główna w kategorii Sport (1997)
- Polska Fotografia Prasowa – Nagroda Specjalna Ericssona w kategorii Sport (1998)
- Krajowy Konkurs Fotografii Profesjonalnej FUJIFILM 2006 – Wyróżnienie w kategorii Sport (2006)
- Wielki Konkurs Fotograficzny National Geographic Polska 2006 – Wyróżnienie w kategorii Kultura (Profesjonaliści) (2006)

## Albumy fotograficzne
- Zakazane Zdjęcia – Wydawnictwa Artystyczne i Filmowe, Warszawa (1998)
- Polski Sport – Polska Konfederacja Sportu, Warszawa (2003)
- Ateny – Fundacja Centrum Olimpijskie, Warszawa (2004)
- Polski Sport – Polska Konfederacja Sportu, Warszawa (2004)
- Historia Polski w fotografiach PAP – PAP Foto, Warszawa (2006)